# 넓은머리나무쥐
넓은머리나무쥐 또는 라미아(Chiruromys lamia)는 쥐과에 속하는 설치류의 일종이다. 뉴기니섬 남동부 지역에서 주로 발견된다. 수상성 동물이며, 나무 구멍 속에서 둥지 생활을 한다. 해발 1,200~2,300m 고도에서 서식한다.